# Autoserica richardi
Autoserica richardi är en skalbaggsart som beskrevs av Louis Burgeon 1942. Autoserica richardi ingår i släktet Autoserica och familjen Melolonthidae. Inga underarter finns listade.